# Herjulf Bårdsson
Herjulf Bårdsson (nórdico antigo: Herjólfr Bárðarson) foi um dos primeiros colonizadores víquingues na história da Gronelândia. Herjulf era natural de Drepstokki, Islândia; era filho de Bárður Herjólfsson e casou-se com Þorgerður. O seu filho Bjarni Herjólfsson foi o primeiro escandinavo a avistar as costas do continente americano em 986. 
Herjólfr foi um dos homens de Érico, o Vermelho, que partiu da Islândia com 25 navios em 985 para colonizar a Groenlândia. De acordo com as sagas, dos 25 navios, apenas 14 chegaram ao continente americano. Herjulf e o seu pai Bárður estabeleceram um assentamento e construiram a sua fazenda em Herjolfsnes, que adquire o seu nome.
Landnámabók (livro dos assentamentos) menciona que a sua família ocupara Herjólfsfjörð (atual Amitsuarssuk), na península de Herjolfsnes, a sul de Brattahlíð (actual Ikigait, a sul de Nanortalik).